# Greta Gerwig
Greta Gerwig (* 4. srpna 1983, Sacramento) je americká herečka, scenáristka a režisérka. Pozornost získala díky účinkování a práci na nezávislých filmech.  V roce 2018 byla časopisem Time zařazena na seznam 100 nejvlivnějších lidí světa.
Mezi lety 2006 a 2009 se objevila v řadě filmů Joea Swanberga, přičemž některé z nich spolurežírovala nebo k nim napsala scénář, včetně Hannah jde po schodech (2007) a Noci a víkendy (2008). Gerwig na několika filmech spolupracovala se svým partnerem Noahem Baumbachem, včetně Greenberg (2010), Frances Ha (2012), Mistress America (2015) a Bílý šum (2022). Účinkovala také ve filmech Slečny v nesnázích (2011), Do Říma s láskou (2012), Maggie má plán (2015), Jackie (2016), Ženy 20. století (2016) a Psí ostrov (2018).
Jako sólová tvůrkyně je režisérkou a scenáristkou filmů o dospívání Lady Bird (2017) a Malé ženy (2019) a fantasy komedie Barbie (2023), přičemž všechny tři filmy obdržely nominaci na Oscara za nejlepší film. Za Lady Bird obdržela nominace na Oscara za nejlepší režii a nejlepší původní scénář a za Malé ženy získala nominaci v kategorii nejlepší adaptovaný scénář. Film Barbie, ke kterému napsala scénář spolu s Baumbachem, se stal prvním filmem režírovaným ženou, který celosvětově vydělal více než 1 miliardu dolarů a obdržela za něj další nominaci na Oscara za nejlepší adaptovaný scénář.

## Život
Gerwig se narodila v Sacramentu v Kalifornii a vyrůstala v sousedství River Park. Její matka Christine je zdravotní sestra a otec Gordon pracoval pro úvěrové družstvo na úvěry pro malé podniky. Se svými rodiči má blízký vztah a ve filmu Frances Ha se objevili jako rodiče její postavy. Má staršího bratra, zahradního architekta, a sestru, který je manažerkou v Komisi pro rovné příležitosti v zaměstnání. Gerwig má německé, irské a anglické předky.
Gerwig byla vychovávána jako unitářská univerzalistka. Navštěvovala St. Francis High School, dívčí katolickou školu v Sacramentu, kterou ukončila v roce 2002. Samu sebe popsala jako „intenzivní dítě“. Gerwig v brzkém věku projevila zájem o tanec a později se začal věnovat soutěžnímu šermu, ale musela částečně skončit kvůli vysokým nákladům. Měla v úmyslu dokončit studium hudebního divadla v New Yorku, ale nakonec vystudovala Barnard College s titulem v angličtině a filozofii. Mimo to vystupovala v Columbia University Varsity Show se svou spolubydlící Kate McKinnonovou, se kterou později spolupracovala při natáčení filmu Barbie.

### Osobní život
Žije na Manhattanu s americkým režisérem Noahem Baumbachem, s nímž je ve vztahu od konce roku 2011. V březnu 2019 bylo oznámeno, že Gerwig porodila první společné dítě, syna. V prosinci 2022 Gerwig prozradila, že čeká jejich druhé dítě, syna, kterého porodila v únoru 2023.

## Ocenění a nominace
V roce 2018 se díky nominaci na 90. ročníku udílení Oscarů za nejlepší režii filmu Lady Bird stala první ženou po osmi letech (a jednou z pěti žen v historii udílení Oscarů), která byla v této kategorii nominována. Za svou práci na filmu Lady Bird byla nominována na šestnáct cen ve významných okruzích, přičemž šest z nich vyhrála.
| Rok                                        | Herec            | Název     | Výsledek |
| ------------------------------------------ | ---------------- | --------- | -------- |
| Oscar za nejlepší herečku                  |                  |           |          |
| 2018                                       | Saoirse Ronanová | Lady Bird | nominace |
| 2020                                       | Saoirse Ronanová | Malé ženy | nominace |
| Oscar za nejlepší herečku ve vedlejší roli |                  |           |          |
| 2018                                       | Laurie Metcalf   | Lady Bird | nominace |
| 2020                                       | Florence Pughová | Malé ženy | nominace |
| 2024                                       | America Ferrera  | Barbie    | nominace |
| Oscar za nejlepšího herce ve vedlejší roli |                  |           |          |
| 2024                                       | Ryan Gosling     | Barbie    | nominace |